# Bleiacetat, basisch
Bleiacetat, basisch (= basisches Bleiacetat, auch basisches Bleiazetat) ist eine chemische Verbindung des Bleis aus der Gruppe der Carbonsäuresalze.

## Gewinnung und Darstellung
Basisches Bleiacetat kann durch Reaktion von Blei(II)-oxid mit einer Menge an Essigsäure, die nicht zur vollständigen Neutralisierung ausreicht, gewonnen werden. In alter Zeit, etwa in der Alchemie, bezeichnete man aus Bleiweiß und Essig hergestellte basische Bleiazetate auch als Oleum plumbi („Bleiöl“).

## Eigenschaften
Basisches Bleiacetat ist ein weißer geruchloser Feststoff, der in Wasser leicht löslich ist. Es zersetzt sich bei Erhitzung, wobei Essigsäure und bleihaltige Dämpfe entstehen.

## Verwendung
Basisches Bleiacetat wird in der Zuckeranalyse zur Entfernung von Farbstoffen, zur Klärung und Entfärbung anderer Lösungen organischer Stoffe verwendet.